# Скела (Галац)
Скела (рум. Schela) — село у повіті Галац в Румунії. Входить до складу комуни Скела.
Село розташоване на відстані 180 км на північний схід від Бухареста, 18 км на північний захід від Галаца.

## Населення
За даними перепису населення 2002 року у селі проживали 2893 особи.
Національний склад населення села:
| Національність | Кількість осіб | Відсоток |
| -------------- | -------------- | -------- |
| румуни         | 2887           | 99,8%    |
| цигани         | 6              | 0,2%     |

Рідною мовою назвали:
| Мова      | Кількість осіб | Відсоток |
| --------- | -------------- | -------- |
| румунська | 2887           | 99,8%    |
| циганська | 6              | 0,2%     |